# 花本ロミオ
花本 ロミオ（はなもと ロミオ、3月25日 - ）は、日本の小説家。血液型はAB型。

## 経歴
主にボーイズラブ作品を手掛けている。2003年にプランタン出版のラピス文庫より『機械仕掛けの天使』でデビュー。2006年には雑誌『BasiL』にて『この恋、逮捕せよ。』が連載された。

## 作品
- 機械仕掛けの天使（イラスト：隆巳ジロ、2003年8月28日、ラピス文庫）
- 仮面のピカレスク（イラスト：中村春菊、2004年2月1日、オヴィスノベルズ）
- 暴君と始業九時の首輪（イラスト：CJ Michalski、2004年10月5日、オヴィスノベルズ）
- 探偵に恋する3日間（イラスト：赤坂RAM、2004年10月22日、リーフノベルズ）
- 恋のフーガ（イラスト：嶋津裕、2005年4月19日、リーフノベルズ）
- Wの愛劇（イラスト：笹生コーイチ、2005年7月25日、BasiLノベルズ）
- この恋、逮捕せよ。（イラスト：南月ゆう、2006年月14日、文苑堂）
- ドメスティックラブ-家庭内恋愛（イラスト：桜遼、2008年3月1日、Hugノベルズ）